# Словацкий рай (национальный парк)
Словацкий рай (словац. Národný park Slovenský raj) — один из девяти государственных (народных) парков Словакии. Занимается сохранением природы Словацкого Рая — горного хребта в Словацких Рудных горах.

## История
21 августа 1964 года в Словацком раю был создан первый охраняемый пейзаж в Словакии. Территория получает статус национального парка 18 января 1988 года, а в 2000 году Добшинская пещера становится объектом всемирного наследия ЮНЕСКО. В 2004 году отдельные районы парка стали частью экологической сети Natura 2000.

## География
Парк расположен в Банскобистрицком крае (район Брезно), Прешовском крае (район Попрад) и Кошицком крае (районы Рожнява и Спишска-Нова-Вес). Словацкий Рай занимает северную часть региона Спишско-Гемерский Карст, который обрамляется Низкими Татрами (на западе), Словацким Рудогорьем (на юге) и Хорнадской котловиной (на востоке и северо-востоке). На территории парка имеется множество каньонов, долин, пещер и водопадов. Самый высокий водопад — Завойови (Závojový vodopád), составляет в высоту 70 м. Высота самой высокой точки территории парка (Предна-Голья) составляет 1545 м над уровнем моря. Другая высокая гора, Хавранья-Скала, составляет 1153 м. Самая низкая точка территории находится на отметке 470 м над уровнем моря.
Площадь Словацкого рая составляет 197,63 км²; буферная зона вокруг парка — 130,11 км².

## Флора и фауна
Около 90 % территории Словацкого Рая занимают леса, представленные преимущественно елью, берёзой, пихтой и сосной. В парке обитают около 4000 видов беспозвоночных, в том числе более 2100 видов бабочек. Позвоночные представлены 200 видами из которых 130 находятся под защитой. 40 видов млекопитающих включают: медведя, лисицу, волка, лесного кота, оленя, кабана, куницу и др. Парк служит домом для 65 редких видов, таких как балобан, европейская выдра и европейский суслик.

## Туризм
На территории парка расположены 8 заповедников и 11 национальных заповедников; имеется 300 км пешеходных троп, часто оснащенных лестницами, цепями и мостами. В Словацком Раю около 350 пещер, но для посещения открыта только Добшинская ледовая пещера, которая при протяжённости 1232 м является одной из самых больших ледовых пещер Европы.

## Галерея

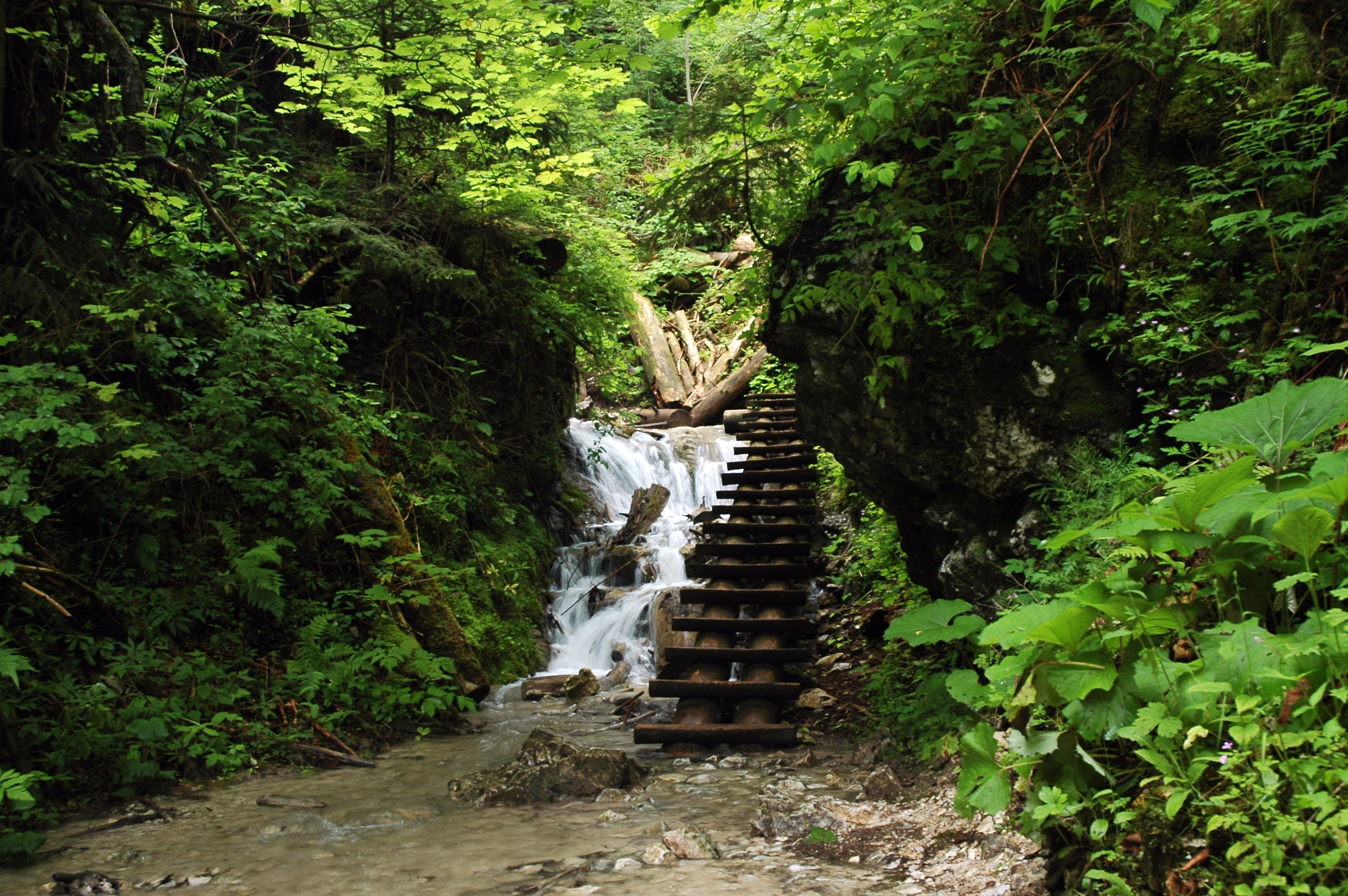
Один из водопадов парка
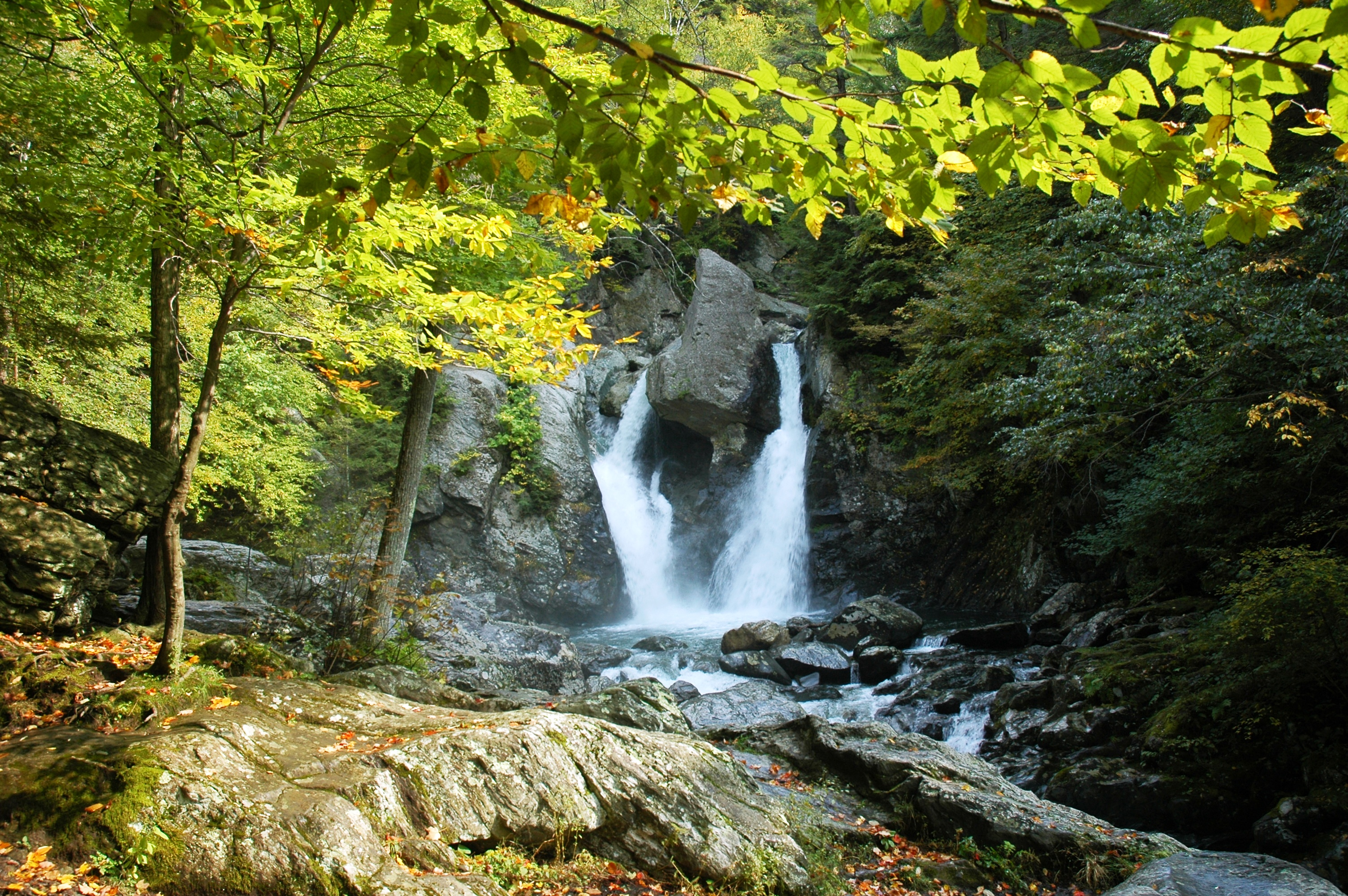
Один из водопадов парка
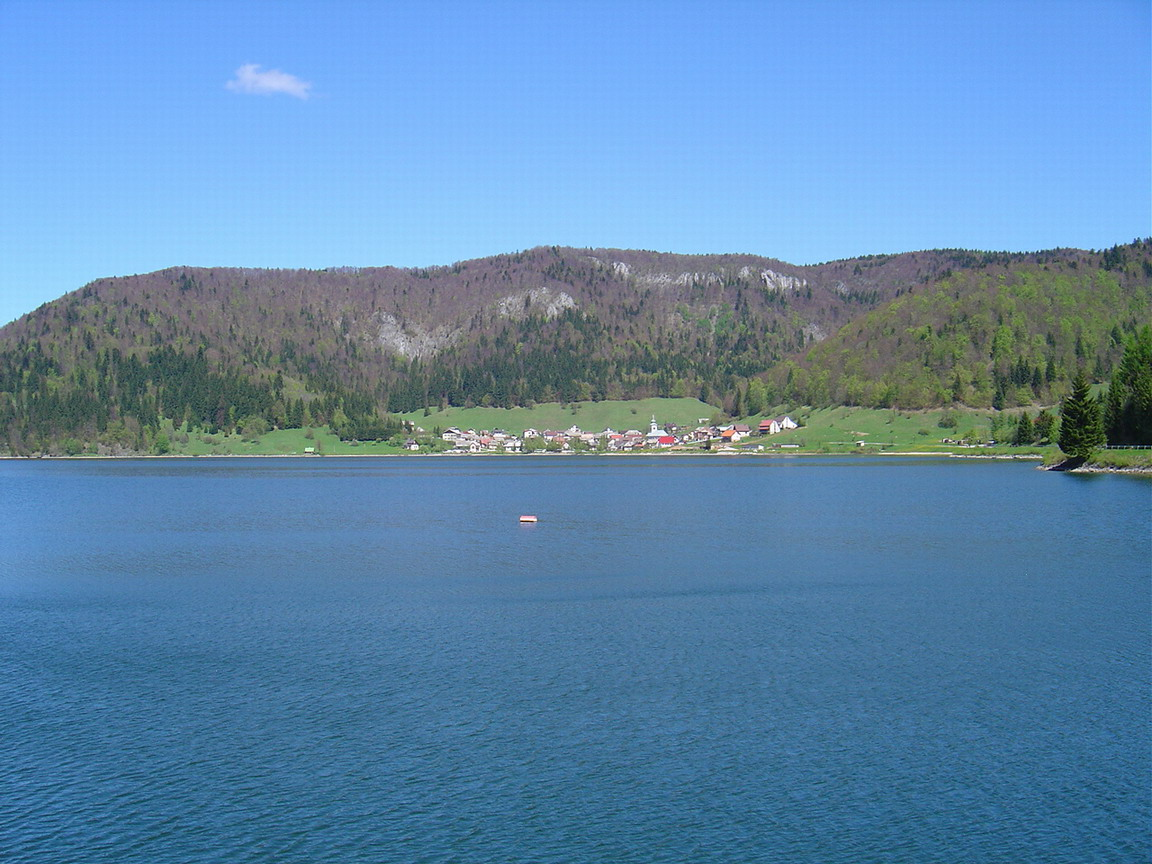
Водохранилище Палцманска-Маша
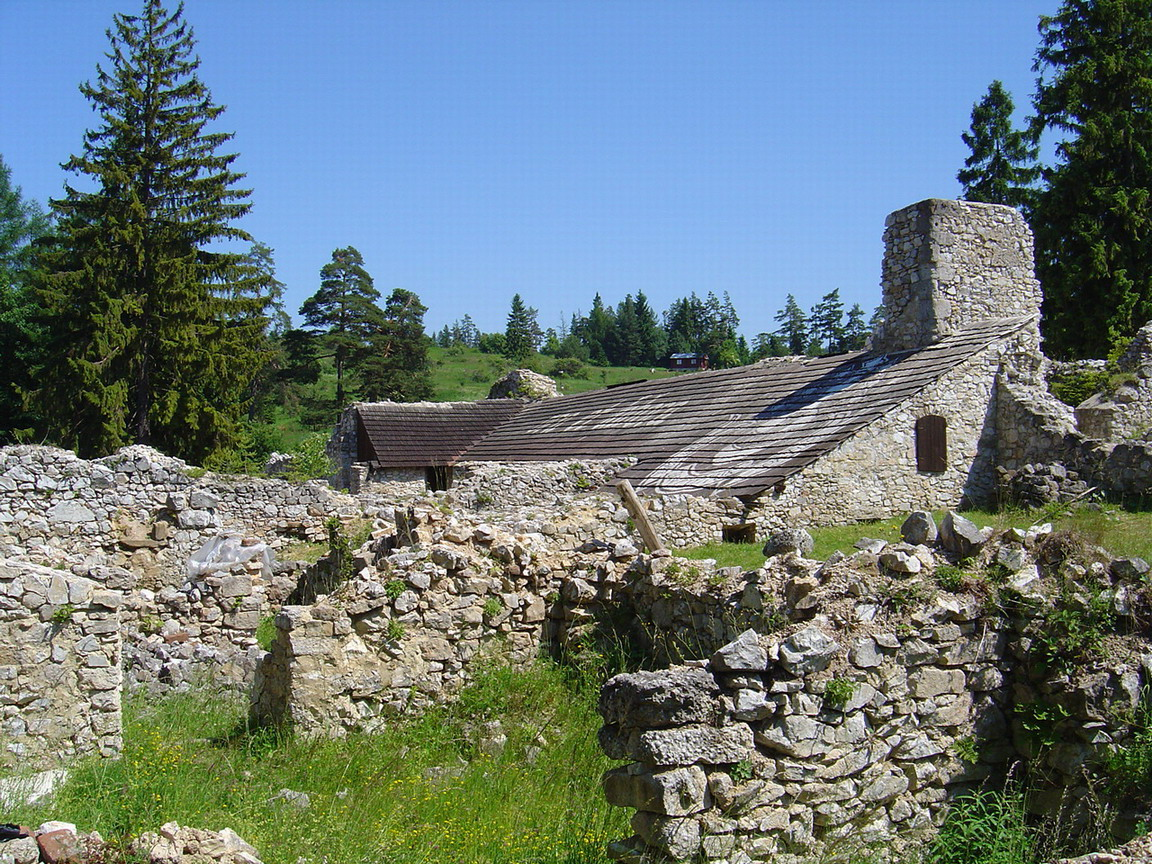
Руины монастыря XIII в.
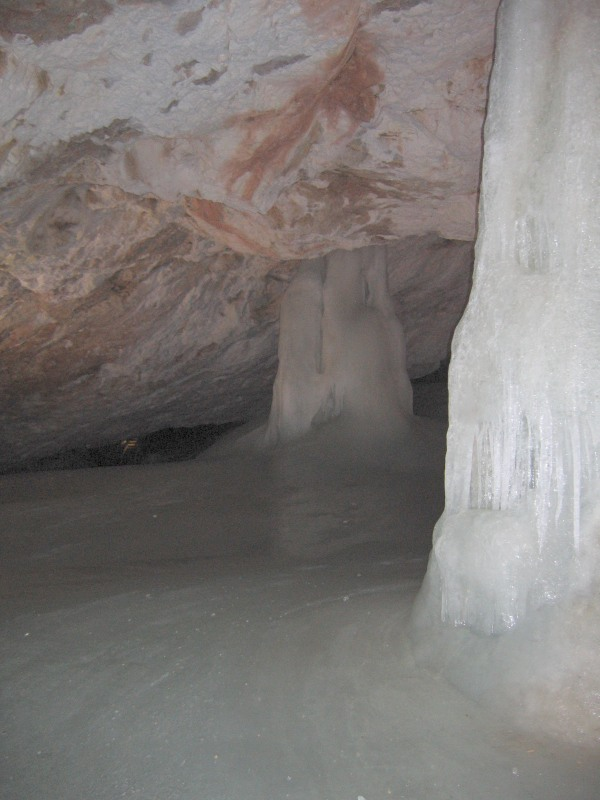
Добшинская ледовая пещера